# JoS. A. Bank

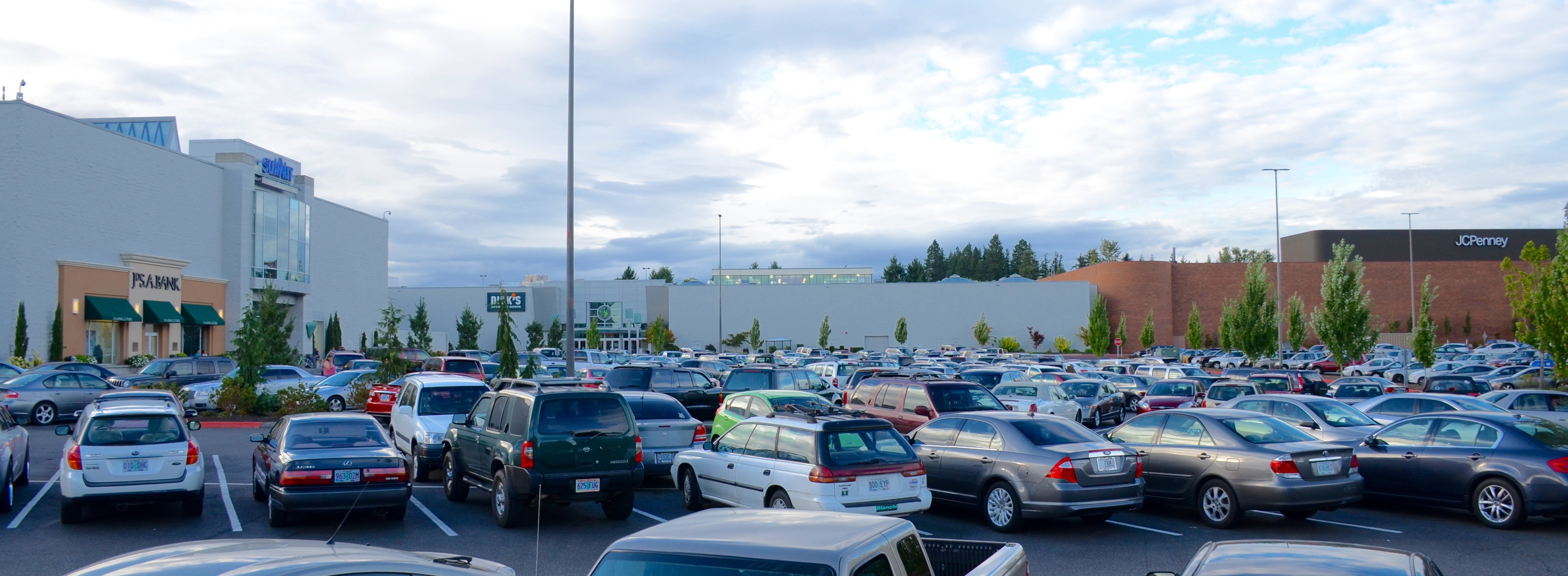
Магазин Джос-Ей-Бенк у Вашингтон -мол у Тайгерді, Орігон

JoS. A. Bank (Джос-Ей-Бенк; маловживана повна назва Joseph A. Bank Clothiers, Inc.) — американський виробник чоловічого одягу й торгова марка. Відомий переважно високоякісними середньої цінової категорії чоловічими костюмами.
Засновано 1905 року. Продає одяг у сітці 800 магазинів у Сполучених Штатах Америки. Штаб-квартира у Гемпстеді, штат Меріленд, — північному передмісті Вашингтону й північно-західному передмісті Балтимору.
Належить з 2014 року Tailored Brands.

## Історія
Литовський емігрант Карл Банк почав кравецьку майстерню у 1866 році. Його онука Джозеф (Йосип) Ей. Бенк долучився до виробництва 1898 року у віці 11 років. Понад 10 років Джозеф продавав штани на Півдні.
1905 року Мозес (Мойсей) Хартц відкрив кравецьке підприємство. 1921 року по смерті Мойсея Хартца підприємство очолила його вдова Лена Хартц. 1922 року їхня донька Анна Хартц вийшла за Джозефа Ей. Бенка й підприємство з продажу чоловічих костюмів перейменували на L. Hartz and Bank.
1945 року Джозеф та його син Говард викупили частину сім'ї Хартц й перейменували підприємство на сучасну назву JoS. A. Bank and Co. Джозеф помер 1954 року й керівництво перебрав Говард Бенк.
1981 року підприємство з 11 магазинами придбала Quaker Oats Company. Це допомогло розширити сітку магазинів до 25 у 1985 році. 1986 року Джос-Ей-Бенк знову стало незалежним.
З 1994 Джос-Ей-Бенк став ВАТ з продажем акцій на біржі NASDAQ.
1998 року Джос-Ей-Бенк продав своє кравецькі потужності й став аутсорсинг замовлення. 1998 року відкрив онлайн-магазин.
2014 року Джос-Ей-Бенк намагався придбати Eddie Bauer. 2014 року Джос-Ей-Бенк придбана інщим американським виробником чоловічого одягу Men's Wearhouse за 1,8 млрд. доларів США. 2016 року Men's Wearhouse перейменовано на Tailored Brands.
2016 року Тейлоред брендс закрила 80-90 магазинів Джос-Ей-Бенк.